# Конвой SL 67
Конвой SL 67 (англ. Convoy SL 67) — 67-й атлантичний конвой серії SL, що формувався з поодиноких суден, які подорожували до Фрітауна з Південної Америки, Африки та Індійського океану, незалежно один від одного, й зазвичай прямували далі на останньому етапі їхнього плавання до Ліверпуля на Британських островах під охороною ескорту. Конвой складався з 54 транспортних суден, що під ескортом з 8 кораблів Королівського флоту вийшли з Фрітауна 1 березня 1941 року. 8 березня транспортний конвой був атакований німецькими субмаринами, в результаті чого п'ять суден було затоплено. Решта конвою прибула до Ліверпуля 26 березня 1941 року.

## Кораблі та судна конвою SL 67[1]

### Транспортні судна
Позначення
| Назва             | Прапор              | Прим.                                  |
| ----------------- | ------------------- | -------------------------------------- |
| Alphard           | Нідерланди          |                                        |
| Anadyr            | Франція             |                                        |
| Ashworth          | Велика Британія     |                                        |
| Banffshire        | Велика Британія     |                                        |
| Baron Belhaven    | Велика Британія     |                                        |
| Baron Cawdor      | Велика Британія     |                                        |
| Beaconstreet      | Велика Британія     |                                        |
| Bolton Castle     | Велика Британія     |                                        |
| British Captain   | Велика Британія     |                                        |
| British Diligence | Велика Британія     |                                        |
| British Hope      | Велика Британія     |                                        |
| British Integrity | Велика Британія     |                                        |
| British Security  | Велика Британія     |                                        |
| Celtic Monarch    | Велика Британія     |                                        |
| City of Cairo     | Велика Британія     |                                        |
| City of Dunkirk   | Велика Британія     |                                        |
| City of Kimberly  | Велика Британія     |                                        |
| City of Nagpur    | Велика Британія     |                                        |
| British Rangoon   | Велика Британія     |                                        |
| Clan Macbean      | Велика Британія     |                                        |
| Deebank           | Велика Британія     |                                        |
| Defender          | Велика Британія     |                                        |
| Dunkwa            | Велика Британія     |                                        |
| Friesland         | Нідерланди          |                                        |
| Godfrey B. Holt   | Велика Британія     |                                        |
| Guido             | Велика Британія     |                                        |
| Harmodius         | Велика Британія     | 8 березня потоплено німецьким ПЧ U-105 |
| Harpefjell        | Норвегія            |                                        |
| Helder            | Нідерланди          |                                        |
| Henrik Ibsen      | Норвегія            |                                        |
| Hindpool          | Велика Британія     | 8 березня потоплено німецьким ПЧ U-124 |
| Innerroy          | Норвегія            |                                        |
| King Edwin        | Велика Британія     |                                        |
| Lahore            | Велика Британія     | 8 березня потоплено німецьким ПЧ U-124 |
| Llangollen        | Велика Британія     |                                        |
| Marytaban         | Велика Британія     |                                        |
| Mendoza           | Велика Британія     |                                        |
| Nagina            | Велика Британія     |                                        |
| Nardana           | Велика Британія     | 8 березня потоплено німецьким ПЧ U-124 |
| Nebraska          | Велика Британія     |                                        |
| Ogmore Castle     | Велика Британія     |                                        |
| Peisander         | Велика Британія     |                                        |
| Quenn Anne        | Велика Британія     |                                        |
| Recorder          | Велика Британія     |                                        |
| Roxane            | Велика Британія     |                                        |
| Sansu             | Велика Британія     |                                        |
| Sire              | Велика Британія     |                                        |
| Solfonn           | Норвегія            |                                        |
| Taxiarchis        | Грецьке королівство |                                        |
| Tielbank          | Велика Британія     | 8 березня потоплено німецьким ПЧ U-124 |
| Tunisia           | Велика Британія     |                                        |
| Turkistan         | Велика Британія     |                                        |
| Umerleigh         | Велика Британія     |                                        |
| Urbino            | Велика Британія     |                                        |
| Winsum            | Нідерланди          |                                        |

### Кораблі ескорту
| Назва       | Прапор                                  | Тип корабля                           | Прим. |
| ----------- | --------------------------------------- | ------------------------------------- | ----- |
| «Арк Роял»  | Військово-морські сили Великої Британії | авіаносець                            |       |
| «Асфодел»   | Військово-морські сили Великої Британії | корвет типу «Флавер»                  |       |
| HMS Cilicia | Військово-морські сили Великої Британії | допоміжний крейсер                    |       |
| «Фокнор»    | Військово-морські сили Великої Британії | лідер ескадрених міноносців типу «F»  |       |
| «Форестер»  | Військово-морські сили Великої Британії | ескадрений міноносець типу «F»        |       |
| «Кеніа»     | Військово-морські сили Великої Британії | легкий крейсер типу «Коронна колонія» |       |
| «Рінаун»    | Військово-морські сили Великої Британії | лінійний крейсер «Рінаун»             |       |
| «Малая»     | Військово-морські сили Великої Британії | лінійний корабель «Квін Елізабет»     |       |

## Підводні човни, що брали участь в атаці на конвой
Позначення
| Назва | Тип | Командир                                | Результати атаки                                       | Прим. |
| ----- | --- | --------------------------------------- | ------------------------------------------------------ | ----- |
| U-105 | IXB | капітан-лейтенант Георг Шеве            | 8 березня потопив Harmodius                            |       |
| U-106 | IXB | капітан-лейтенант Юрген Естен           |                                                        |       |
| U-124 | IXB | капітан-лейтенант Георг-Вільгельм Шульц | 8 березня потопив Nardana, Hindpool, Tielbank і Lahore |       |